# Немирівське городище
Неми́рівське городи́ще (також Немирівські вали, або Великі вали) — одне з найбільших міст скіфського часу, ранньої залізної доби України (ІХ — V ст. до н. е.) поміж Дністром і Дніпром. Вважається одним із «Семи чудес Вінниччини».

## Час і місце
Розташоване біля села Сажки на східному Поділлі (за 4 км від міста Немирів, за 46 км на південний схід від Вінниці). Датується 700—500 роками до н. е.
У 900–1250 рр. на території городища знаходилося селище часів Русі. Також віднайдено залишки поселення середнього етапу трипільської культури (ВІІ), початок IV тис. до н. е.
У 1862 році землі городища належали графу Григорію Строганову. Він відселив місцевих селян із земель і залишився єдиним господарем. У 1908 році донька Григорія Строганова Марія Григорівна Щербатова відвідала городище.

## Опис городища
Городище займає площу понад 100 га. Обнесені ровом і земляним валом 9 га були безпосереднім місцем містечка. Решта території використовувалася, напевно під час війни для схованки мешканців краю. Земляні вали тут ще й дотепер подекуди сягають 7-9 м висоти, завширшки 32 м, а по периметру протяжність їх до чотирьох з половиною кілометрів. Первинна висота валів становила понад 30 метрів.
Розкопками відкриті землянкові хати з глинобитними вогнищами, господарські ями та черені.
Жителі городища займались землеробством і скотарством, торгували з Північним Причорномор'ям, зокрема з грецьким містом Ольвією.

## Етнічна і археологічна належність
Археологічно найдавніші шари ранньої залізної доби належать до Чорноліської культури. Геродот називав мешканців цього краю скіфами-орачами.

## Транспорт
Приміським поїздом «Вінниця-Гайворон» до зупинки «Сажки» (наступна після Немирова).

## Галерея

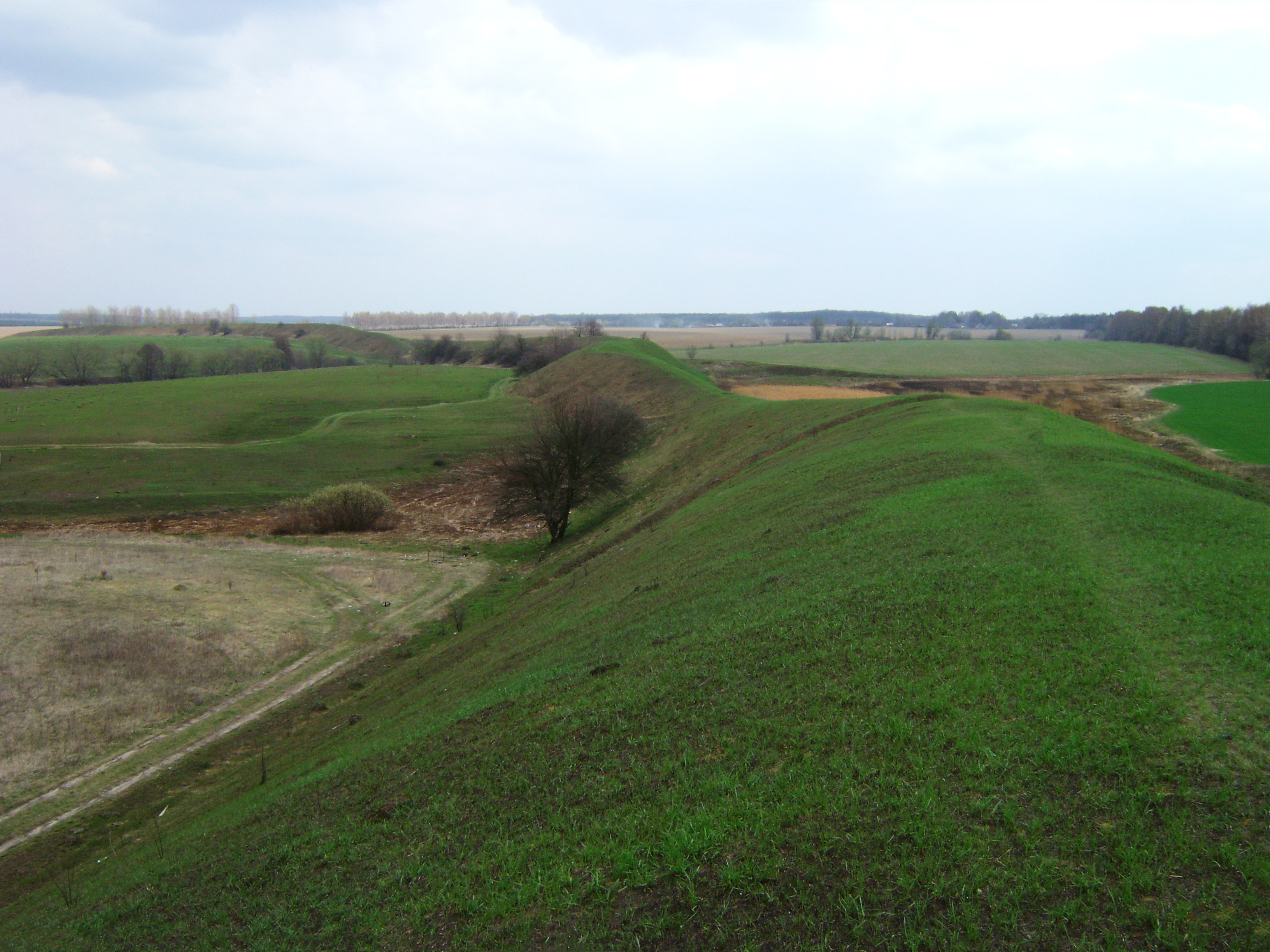